# Luchthaven Taba
Luchthaven Taba International (IATA: TCP, ICAO: HETB) is een internationale luchthaven vlak bij Taba, Egypte. De luchthaven bediende 210.029 passagiers in 2006. De luchthaven werd gebouwd door Israël tijdens de bezetting van de Sinaï ingevolge van de Zesdaagse Oorlog. Bekend als de Etzion Luchtmacht Basis, werd het teruggegeven aan Egypte in 1982.
Sinds 2013 nam het aantal vliegtuigmaatschappijen dat naar Taba vloog grootschalig af wegens de opkomst Islamitische Staat met als gevolg dat de luchthaven (tijdelijk) sloot.
De luchthaven is momenteel nog steeds gesloten voor de burgerluchtvaart en wordt gezien als bolwerk van de Islamitische Staat. Het reisadvies naar Taba en de airport is ook kritiek (niet reizen). 

## Luchtvaartmaatschappijen en bestemmingen
- EgyptAir Express - Cairo
- Jetairfly - Brussel
- Thomson Airways - Birmingham, Londen-Gatwick, Manchester